# Collinder 135
Colliner 135, conegut també com a cúmul de Pi Puppis, és un cúmul obert a la constel·lació de la Popa, part de l'Argo Navis. S'hi troba a 840 anys llum de distància.

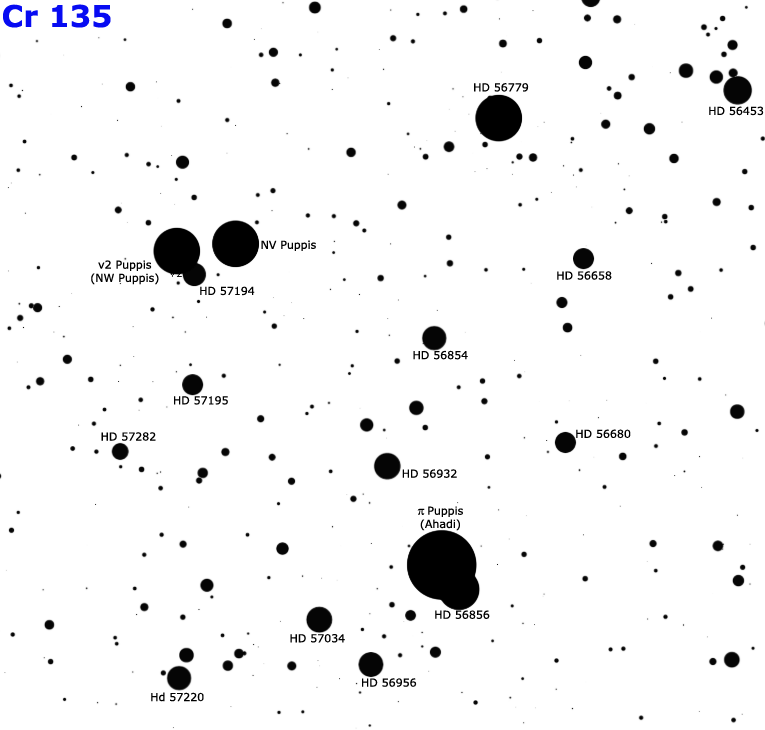
Mapa detallat de Collinder 135

Conté quatre estels observables a ull nu i una població extensa d'estels. L'estel més prominent és Pi Puppis, que dona nom al cúmul, una supergegant taronja de magnitud visual +2,71 i tipus espectral K3Ib. Els estels de cinquena magnitud són tots variables: NV Puppis és una variable Gamma Cassiopeiae i NW Puppis és una variable Beta Cephei de tipus B3Vne.